# Ropalodontus strandi
Ropalodontus strandi là một loài bọ cánh cứng trong họ Ciidae. Loài này được Lohse miêu tả khoa học năm 1969.